# Wiekdraaien
Bij wiekdraaien wordt iemand vastgebonden aan een van de wieken van een windmolen, waarna de molen in beweging wordt gezet. Op de Molen van Sloten werd het wiekdraaien als een activiteit tijdens bijvoorbeeld bedrijfsfeestjes uitgevoerd. Op 4 juli 2008 vond op deze molen een ongeval plaats, waarbij een medewerker van de molen bij het wiekdraaien dodelijk verongelukte, waarna ze met het wiekdraaien gestopt zijn.
In de Nederlandse televisieserie Floris werden in aflevering 6 de slechteriken een voor een aan een wiek vastgebonden en rondgedraaid.